# Krilan Le Bihan
Krilan Le Bihan (* 16. Juli 1998 in Palaiseau) ist ein französischer Duathlet. Er ist Duathlon-Weltmeister Kurzdistanz (2022).

## Werdegang
Krilan Le Bihan wurde 2019 Europameister Duathlon U23 und er konnte diesen Titel 2020 erfolgreich verteidigen.
2022 wurde er im Mai hinter Benjamin Choquert französischer Duathlon-Vize-Staatsmeister und im Juni wurde er in Rumänien ITU-Weltmeister Duathlon.
Im April 2023 wurde der 24-Jährige Dritter auf Ibiza bei der Duathlon-Weltmeisterschaft. 2024 belegte er in Australien den vierten Rang.

## Sportliche Erfolge
| Datum/Jahr    | Rang | Wettbewerb                             | Austragungsort | Zeit     | Bemerkung                                              |
| ------------- | ---- | -------------------------------------- | -------------- | -------- | ------------------------------------------------------ |
| 16. Aug. 2024 | 4    | ITU Duathlon World Championships       | Townsville     | 00:52:41 |                                                        |
| 29. Apr. 2023 | 3    | ITU Duathlon World Championships       | Ibiza          | 00:57:10 | 5 km Laufen, 20 km Radfahren und 2,5 km Laufen         |
| 12. Juni 2022 | 1    | ITU Duathlon World Championships       | Târgu Mureș    | 01:40:32 | Weltmeister Duathlon                                   |
| 8. Mai 2022   | 2    | FRA Duathlon National Championships    | Châteauroux    | 00:53:38 | Duathlon-Staatsmeisterschaft; hinter Benjamin Choquert |
| 3. Juli 2021  | 2    | ETU Duathlon European Championship U23 | Târgu Mureș    | 00:52:31 | Vize-Europameister Duathlon U23                        |
| 7. März 2020  | 1    | ETU Duathlon European Championship U23 | Punta Umbría   | 00:52:20 | Europameister Duathlon U23                             |
| 30. Juni 2019 | 1    | ETU Duathlon European Championship U23 | Târgu Mureș    | 00:55:58 | Europameister Duathlon U23                             |